# 光序苦树
光序苦树（学名：Picrasma quassioides var. glabrescens）为苦木科苦树属下的一个变种。